# بهاء عبد الحميد
بهاء عبد الحميد ممثل مصري ادواره قليلة في المسلسلات والافلام.

## أعماله
- مين يجنن مين( 1981) قام بدور الشاريش
- سأعود بلا دموع (1990) قام بدور حارس شريفة
- دائرة الشك (1980) بام بدور (من العصابة)
- القطط السمان (1978)
- أحلام الفتى الطائر (1978)
- ليلة لا تنسى (1978)
- أونكل زيزو حبيبي (1977) قام بدور (عباس الدرفيل)
- جواز على الهوا( 1976) قام بدور (مدرب مساج)
- مولد يا دنيا (1976)
- شاهد ماشفش حاجة (1976) قام بدور المخبر بهاء
- الخدعة الخفية (1975)
- شهيرة (1975)
- صائد النساء (1975)
- ألو أنا القطة (1975)
- حبيبتي شقية جداً (1974) قام بدور (لاعب تنس في البروفة)
- شياطين إلى الأبد (1974)
- البحث عن فضيحة (1973)
- هي والشياطين (1969) قام بدور (سائق وحمَال النقل)